# ハピネスチャージプリキュア!WOW!/プリキュア・メモリ
「ハピネスチャージプリキュア!WOW!/プリキュア・メモリ」（ハピネスチャージプリキュア!ワオ!/プリキュア・メモリ）は、仲谷明香/吉田仁美の楽曲。自身のシングルとして、マーベラスAQLからマキシシングルで2014年3月5日に発売された。

## 概要
テレビアニメ『ハピネスチャージプリキュア!』の主題歌を収録したスプリット・シングル。オープニングテーマの「ハピネスチャージプリキュア!WOW!」は仲谷明香が、エンディングテーマの「プリキュア・メモリ」は吉田仁美が歌っている。
前作同様DVD付属盤と通常盤の2種類が発売されており、DVD付属盤にはオープニングとエンディングのノンテロップムービーが収録されている。エンディング「プリキュア・メモリ」の振り付けはMIKIKOが担当している。また、初回限定封入特典としてデータカードダスプリキュアオールスターズ「パティシエ（トップス）」が用意された。CDジャケットには、通常版はキュアラブリーとキュアプリンセスの通常形態とフォームチェンジ後の姿が、DVD付属盤にはキュアラブリーとキュアプリンセス、妖精のリボンが、それぞれプリントされている。

## 収録曲

### CD
1. ハピネスチャージプリキュア!WOW! [3:46] 
歌：仲谷明香
作詞：青木久美子、作曲：小杉保夫、編曲：大石憲一郎
歌唱を担当した仲谷はかつて所属していたAKB48時代を含めてソロでは初のアニメソングかつシングルデビュー曲となる[1]。プリキュアシリーズの初代作品『ふたりはプリキュア』オープニングテーマ「DANZEN! ふたりはプリキュア」などを手がけた青木と小杉が楽曲を作成、仲谷は「とにかくパワフルで、昔の『プリキュア』シリーズを思い出すような楽曲だと思います」と語っている[1]。
曲中ではキュアラブリー（声：中島愛）とキュアプリンセス（声：潘めぐみ）による掛け声や台詞が挿入されており、五條真由美とうちやえゆかがコーラスとして参加している[2]。
  - 朝日放送・テレビ朝日系列テレビアニメ『ハピネスチャージプリキュア!』オープニングテーマ
2. プリキュア・メモリ [3:44] 
歌：吉田仁美
作詞：只野菜摘、作曲：小杉保夫、編曲：Dr.Usui
吉田は『スマイルプリキュア!』『ドキドキ!プリキュア』から3作連続での起用となった。吉田は「新しさも感じさせつつ、初期の良さも残した10周年にふさわしいスペシャルな楽曲。歌詞も10周年だからこその内容になっていて、今まで応援してきて下さった方にも喜んで頂け、初めてプリキュアを見てくれる子たちにも届くような内容。歴代のシリーズのプリキュアの名前が歌詞に入っているところも、10周年らしくてお気に入り」[3]、作詞を担当した只野は「想い出とともに、つっこみどころのある詞となっている」[4]と語っている。
2014年3月公開の映画『映画 プリキュアオールスターズNewStage3 永遠のともだち』では、歴代の主人公プリキュア役の声優（本名陽子、樹元オリエ、三瓶由布子、沖佳苗、水樹奈々、小清水亜美、福圓美里、生天目仁美、中島愛）が歌ったバージョンが使用されている（「プリキュア〜永遠のともだち〜 (2014 Version)」シングルに収録）。
  - 朝日放送・テレビ朝日系列テレビアニメ『ハピネスチャージプリキュア!』エンディングテーマ
  - ABCラジオ『吉田仁美のプリキュアラジオ キュアキュア♡プリティ』オープニングテーマ
3. ハピネスチャージプリキュア!WOW!（オリジナル・メロディー入り・カラオケ／オリジナル・カラオケ） [3:46]
CD+DVD盤はオリジナル・メロディー入り・カラオケ、通常盤はオリジナル・カラオケという仕様になっている。
4. プリキュア・メモリ（オリジナル・メロディー入り・カラオケ／オリジナル・カラオケ） [3:40]
CD+DVD盤はオリジナル・メロディー入り・カラオケ、通常盤はオリジナル・カラオケという仕様になっている。

### DVD（CD+DVD盤のみ同梱）
1. オープニング「ハピネスチャージプリキュア!WOW!」ノンテロップ映像
2. エンディング「プリキュア・メモリ」ノンテロップ映像